# Ngòi Chán
Ngòi Chán là một con sông đổ ra Suối Nhu .
Sông có chiều dài 41 km và diện tích lưu vực là 517 km². Ngòi Chán chảy qua các tỉnh Yên Bái, Lào Cai .

## Chỉ dẫn
1. ↑  Dường như có lỗi đánh máy trong danh sách của Quyết định 1989/QĐ-TTg: các tên ngòi Chán và suối Nhu không tìm thấy trong các văn liệu khác. Tên đúng của chúng là Nậm Chăn và ngòi Nhù.